# El pelegrí apassionat
El pelegrí apassionat és un cicle novel·lístic de Joan Puig i Ferreter en dotze volums, publicats majoritàriament a l'exili a Perpinyà. Sota la influència de Fiódor Dostoievski i de Marcel Proust, aquesta gran saga de Puig i Ferreter vol ser un ambiciós retaule de la Catalunya literària i política dels primers anys quaranta de segle xx. Es considera el cicle narratiu més extens de tota la literatura catalana.
Fent servir la figura de Janet Masdeu, una transposició del mateix Puig i Ferrater, l'autor va voler fer una obra enllaçant realitat i ficció, amb referències constants a l'exili francès i a l'etapa posterior a la guerra civil. Genera un escàndol per defensar-se atacant contra aquells qui havien acusat a Puig i Ferrater de malversar fons de la Generalitat a París, que atià fortes polèmiques entre partidaris i detractors a mesura que va anar apareixent. Puig i Ferrater només va veure cinc dels dotze volums publicats en vida.
El darrer volum del cicle, Ascensions, l'únic publicat a Barcelona, va rebre el Premi Crítica Serra d'Or de Literatura i Assaig de 1978.

## Història
L'exili de Puig i Ferreter fou bastant discutit per la societat catalana de l'època. L'autor havia ostentat diversos càrrecs polítics abans de l'esclat de la Guerra Civil (diputat a les Corts espanyoles i al Parlament català i conseller de la Generalitat). En esclatar la guerra fou enviat a París amb el rol de delegat intermediari i la missió de gestionar la compra-venda d'armament en representació del govern català. Un cop acabada la guerra, fou acusat d'apropiació il·lícita de part del capital provinent d'aquestes operacions. Part dels rumors es devien al seu alt nivell de vida a la capital francesa. Aquests fets van afectar la imatge de l'autor, que va decidir escriure El pelegrí apassionat per restablir la seva imatge pública.
Puig i Ferrater ja havia fet servir el personatge de Janet Masdeu a El cercle màgic, una altra obra seva, de 1929. L'obra tractava de la recerca dels orígens i la revolta contra l'encarcarament de la societat hipòcrita, sòlidament establerta. L'obra va guanyar, no sense escàndol, la primera convocatòria del Premi Crexells.
A partir del 1938 i fins a la seva mort, Puig i Ferreter es va centrar en escriure aquest cicle novel·lístic, que acabaria publicant en dotze volums (Janet vol ser un heroi (1952), Homes i camins (1952), Janet imita el seu autor (1954), Vells i nous camins de França (1955), Els emotius (1956), Demà...(1957), Les profanacions (1958)? Els amants enemics (1959), La traïció de Llavaneres (1961), El penitent (1962), Pel camí dels desgreuges (1963) i Ascensió (1977)), publicats tots a Perpinyà menys el darrer, publicat a Barcelona. Sota l'influx de Dostojevskij i de Proust, la gran saga de Puig i Ferreter vol ésser un ambiciós retaule de la Catalunya literària i política dels primers quaranta anys del segle xx.

## Estructura
L'obra està estructurada en tres parts diferenciades:

### Primera part: l'aventura
- Janet vol ser un heroi (1952)
- Homes i camins (1952)
- Janet imita el seu autor (1954)
- Vells i nous camins de França (1955)

### Segona part: els drames
- Els emotius (1956)
- Demà...Perpinyà (1957)
- Les profanacions (1958)
- Els amants enemics (1959)
- La traïció de Llavaneres (1961)

### Tercera part: els desgreuges
- El penitent (1962)
- Pel camí dels desgreuges (1963)
- Ascensió (1977, en Barcelona)

## Estil
Segons l'escriptor mallorquí Valentí Puig, Puig i Ferreter es posà a escriure El pelegrí apassionat volent escriure la novel·la més ambiciosa de la literatura catalana, una apologia pro vita sua i un nou atac d'artilleria contra el noucentisme. Valentí Puig argumenta que l'autor té més experiència que sistema, i acaba publicant un cicle de novel·les de qualitat molt desigual, on l'excés de detall pertorba l'ordre narratiu, convertint l'obra en una novel·la demiúrgica, paranoica, a la vegada expiatòria i venjativa.
Segons Josep Maria Benet i Jornet, Puig i Ferrater va intentar, com Proust, a través d'una autobiografia d'anàlisi íntima i implacable, Puig i Ferreter, egocèntric, matusser, ingenu, però enardit per una voluntat de ferro, volgué donar una visió completa de tota una època, la de la Catalunya del seu temps. L'obra tracta, efectivament, d'una novel·la amb clau, i sota els noms de Benigne, Gentil, Comparet, Llavaneres, etc., s'hi revelen els de Plàcid Vidal, Ventura Gassol, Companys, Ferran Canyameras, per citar únicament exemples ben diversificats. L'obra havia de tenir, però, entitat per ella mateixa, sense necessitat de sobreentesos, i l'autor volgué assegurar el tret seguint a cada moment el model literari d'alguns dels seus autors predilectes.
Al seu torn, Joan Fuster descriu el cicle com una crítica de "l'encantament col·lectiu dels catalans". Com una darrera oportunitat de l'autor, que l'aprofita tant com sap i pot. Això però, afecta la novel·la, que pateix la interpolació d'extensos passatges no narratius: especulacions teòriques, reflexions sobre la història, proposicions salvadores, que més hauria valgut posar en un volum d'assaig. Fuster diu que amb El Pelegrí Apassionat Puig i Ferrater volia demostrar que posseïa el tremp i la capacitat d'un gran novel·lista, però que li fa faltar paciència i ocasió.